# Vegard Opaas
Vegard Opaas (Oslo, 11 de enero de 1962) es un deportista noruego que compitió en salto en esquí.
Ganó tres medallas en el Campeonato Mundial de Esquí Nórdico de 1987, plata en las pruebas de trampolín grande individual y por equipo, y bronce en el trampolín normal individual. Participó en dos Juegos Olímpicos de Invierno, en los años 1984 y 1988, ocupando el octavo lugar en Sarajevo 1984, en el trampolín normal individual.

## Palmarés internacional
| Campeonato Mundial | Campeonato Mundial | Campeonato Mundial | Campeonato Mundial |
| Año                | Lugar              | Medalla            | Prueba             |
| ------------------ | ------------------ | ------------------ | ------------------ |
| 1987               | Oberstdorf (RFA)   | Medalla de plata   | TG individual      |
| 1987               | Oberstdorf (RFA)   | Medalla de plata   | TG por equipos     |
| 1987               | Oberstdorf (RFA)   | Medalla de bronce  | TN individual      |